# 洛東江 (秘密工作機関)
洛東江（ナクトンガン、朝鮮語: 낙동강）は日本にある朝鮮民主主義人民共和国の秘密工作機関、関西地方に拠点をもつ非公然の在日朝鮮人組織
。大韓民国南部に流れる川（洛東江）の名前から命名された地下組織。

## 概要
1985年に警察当局が摘発した西新井事件は、東京都足立区西新井を拠点に、「朴」を名乗る北朝鮮工作員の配下で繰り広げられた非公然活動であり、小住健蔵ら日本人2名の戸籍を横領して本人に成りすまし、十数年にわたって工作員活動を続けていた事件である。「朴」は、その後の調べで、1978年7月31日に新潟県柏崎市の海岸で蓮池薫・奥土祐木子のカップルを拉致した実行犯、チェ・スンチョルと判明、逮捕状の発付を得て、国際刑事警察機構（ICPO）を通じて、国際手配された。西新井のチェ・スンチョルの部屋の保証人になっていた在日韓国人李京雨（リ・ギョンウ、日本名は宮本明）は、1978年6月下旬に失踪した田口八重子が2人の幼子を育てるため勤めていた豊島区池袋の飲食店に常連客として足しげく通い、彼女の拉致に深くかかわっていた可能性のある人物であり、また、1987年11月の大韓航空機爆破事件の実行犯のひとりでバーレーン国際空港で事情聴取中に服毒自殺した金勝一が用いた「蜂谷真一」名義の不正旅券を知人に取らせた人物でもある。この李京雨に資金提供していたのが、近畿地方に拠点をもつ秘密組織「洛東江」であった。多数の工作員や支援者が介在した「洛東江」は、さまざまな手段で資金を調達し、北朝鮮に送金もしていた。
警察当局は「洛東江」に李京雨への資金提供を命じたのは朝鮮労働党対外情報調査部（現、朝鮮労働党統一戦線部）の幹部だった金世鎬（キム・セホ）であったとみている。金世鎬は1977年9月、東京在住の警備員久米裕を石川県能登町に誘い出して拉致した事件（宇出津事件）の主犯として国際手配されている人物である。
朝鮮総連の活動家から「洛東江」にスカウトされた在日工作員の張龍雲（チャン・ヨンウン）は、コードネームを「黒い蛇」といい、金日成・金正日父子のために、闇世界を通じて多額の不正資金をかき集めて北朝鮮に送っていたが、祖国と朝鮮総連の裏切りにあったため、これを告発する『朝鮮総連工作員』を著した。同書によれば、1974年8月15日に韓国大統領夫人の陸英修が凶弾に倒れた朴正煕大統領暗殺未遂事件（文世光事件）には、「洛東江」の大物工作員であった曹廷楽（チョ・ジョンガリ）が係わっているという。
張龍雲は、「洛東江」が田中実拉致事件の実行犯グループであることも暴露した。張は、田中が勤務していたラーメン店「来大」の店主で「洛東江」の工作員だった韓竜大（ハン・ヨンデ）が「洛東江」最高幹部の曹廷楽と共謀したうえ、1978年6月6日、田中実を「旅行へ行こう」と誘って成田国際空港からオーストリアに連れ出し、ウィーンからモスクワを経由して平壌に拉致したことを証言した。半年後、ラーメン店の同僚だった韓国籍の金田龍光は差出人名が田中実となっているウィーンからの国際郵便を受け取ったのち、東京に向かったまま行方不明となっている。彼もまた拉致被害にあった可能性が濃厚と考えられる。「救う会（北朝鮮に拉致された日本人を救出するための全国協議会）兵庫」は、2003年、拉致実行犯のひとり曹廷楽との接触に成功した。救う会は韓竜大とその上司、曹廷楽を田中実・金田龍光の2人を拉致したとして、国外移送目的略取罪で告発した。